# Андреа Сабатини
Андреа Сабатини (на италиански: Andrea Sabatini; 1480, Салерно – 1545, Гаета) е италиански художник, творил преди всичко в Неапол и Салерно.

## Биография
Художникът е известен също като Андреа от Салерно, но за началото на неговата кариера няма нищо написано със сигурност. Бернардо Де Доминик, художник и историк по изкуствата, предполага, че е бил ученик на Раймо Епифанио Тезауро – неаполитански художник с известна репутация сред съвременниците си, като отхвърля тезата, че Соларио е бил негов учител, намира я неоснователна и хронологично неиздържана. За сметка на това ученият предполага, че художникът е заминал за Рим, за да изучава стила и работата на Пиетро Перуджино, но там среща Рафаело и става негов помощник при рисуването на стенописите в т. нар. „Стаи на Рафаело“ в апартамента на папа Юлий II.
Въпреки това в началното творчество на Андреа Сабатини се забелязва влиянието на Пиетро Перуджино, Пинтурикио и Чезаре да Сесто, като в картината „Рождество Христово“, изложена в Провинциална художествена галерия на Салерно влиянието е най-осезаемо. Влиянието на Рафаело се забелязва в картините, рисувани от Андреа Сабатини в средата на второто десетилетие на XVI век.
Художникът е познавал и работил с колегата си Полидоро да Караваджо, който избягва от Рим при историческото му разграбване и се е установява в Неапол.
В последните години от живота си Сабатини се занимава с картините в Абатството в Монтекасино, където с помощта на учениците си Джовани Филипо Крискуло и Северо Йераче рисува няколко панела, изобразяващи живота на Свети Бенедикт.
През същия период работи и в Гаета, където и умира, украсявайки светилището на „Сантисима Анунциата“.
Работите му са довършени от Джовани Филипо Крискуло в Гаета, а в Абатството на Монтекасино от Северо Йераче.

## Картини
- „Поклонение на влъхвите“, 
Картинна галерия в манастира на Йеронимитски орден в Неапол
- „Сваляне от кръста“,
 Музей Каподимонте, Неапол
- „Свети Бенедикт на трон и светии;'    ,
 Музейъхъхгъъъхъ Каподимонте, Неапол
- „Свети Никола от Бари“,
 Музей Каподимонте, Неапол
- „Мадоната с Младенеца и Свети Йоан“, Мец, Франция
- Светилището на „Сантисима Анунциата“, Гаета